# Clemens Zeller

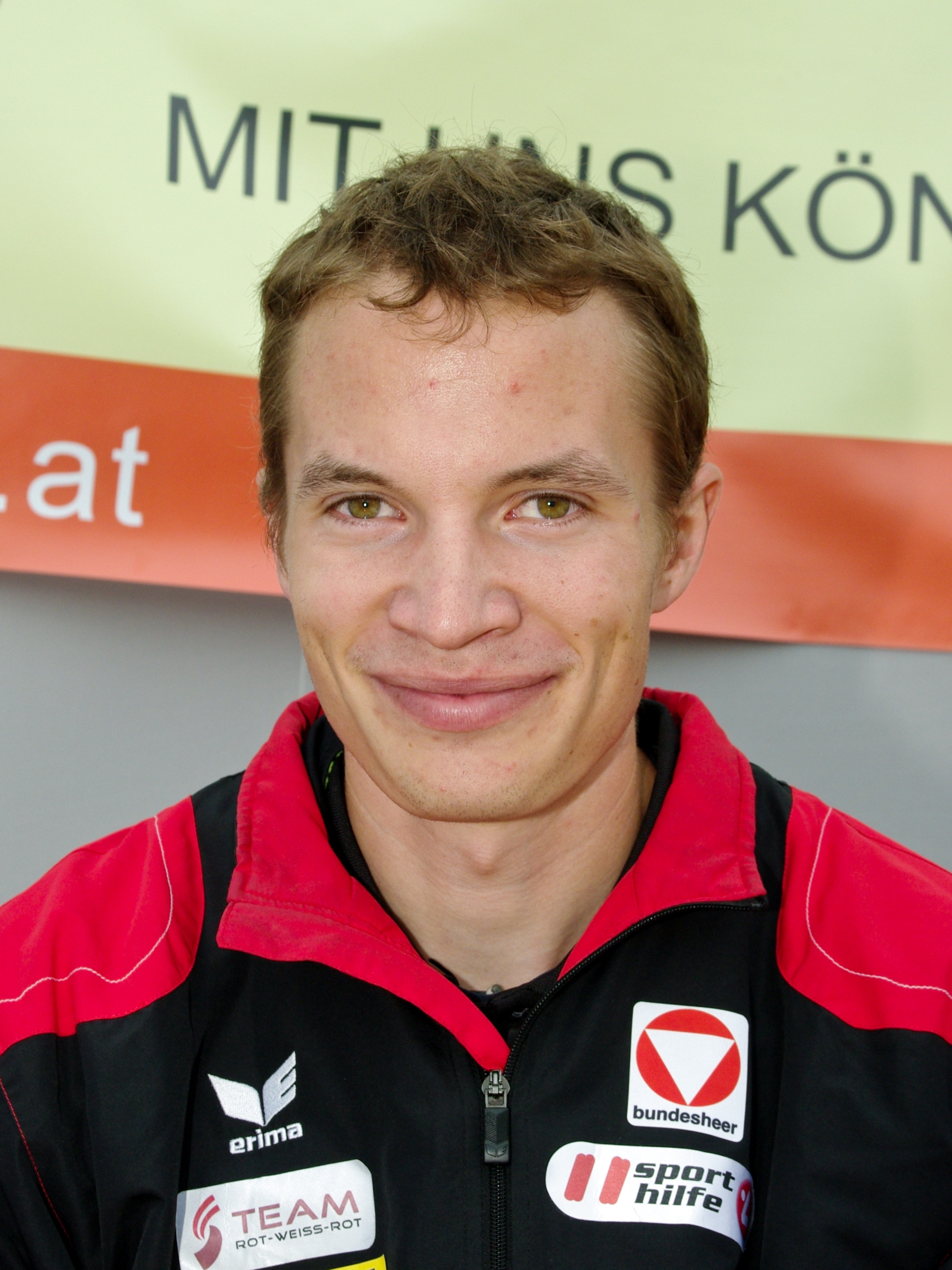
Clemens Zeller (September 2010)

Clemens Zeller (* 2. Juli 1984 in Krems an der Donau) ist ein österreichischer Läufer und Student an der Kirchlich Pädagogischen Hochschule Wien/Krems.

## Sportliche Laufbahn
Zeller war bei seinem Europameisterschaftsdebüt als Sechster über 400 Meter der bestplatzierte Österreicher des ÖLV bei den Halleneuropameisterschaften 2007.
Beim Austrian Top4 Meeting in Villach qualifizierte sich Zeller am 16. Juni 2007 für die Weltmeisterschaften in Osaka. Er lief über 400 Meter in 45,83 s und blieb damit zwölf Hundertstelsekunden unter der Weltmeisterschaftsnorm von 45,95 s. Zeller ist der zweite Österreicher, der über die Stadionrunde unter 46 Sekunden blieb.
Am 24. Januar 2009 qualifizierte er sich erneut für die Halleneuropameisterschaften über 400 Meter in 46,74 s. Dort verpasste er am 7. März 2009 mit seiner Zeit von 46,62 s die Bronzemedaille nur um 8 Hundertstelsekunden und wurde Vierter.
Zeller verbesserte am 3. Juni 2010 beim Liese-Prokop-Memorial in St. Pölten über die 400 Meter mit 45,69 s den österreichischen Rekord von Christoph Pöstinger, den dieser 1997 in 45,80 s gelaufen war.
Bei den Europameisterschaften 2010 in Barcelona, musste er verletzungsbedingt bereits im Vorlauf über 400 Meter aufgeben und schied somit aus.

## Erfolge

### Österreichische Meisterschaften
- 2005: 100 m (U23-ÖM)
- 2005: 200 m (U23-ÖM)
- 2005: 400 m (U23-ÖM)
- 2005: 4 × 400 m Staffel (ÖM)
- 2006: 100 m (U23-ÖM)
- 2006: 200 m (U23-ÖM)
- 2006: 200 m (2. Platz)
- 2006: 200 m in der Halle (2. Platz)
- 2006: 400 m (U23-ÖM)
- 2006: 4 × 400 m Staffel (ÖM)
- 2007: 60 m in der Halle (2. Platz)
- 2007: 100 m (3. Platz)
- 2007: 200 m (ÖM)
- 2007: 200 m in der Halle (ÖM)
- 2007: 400 m (ÖM)
- 2007: 400 m in der Halle (ÖM)
- 2007: 4 × 400 m Staffel (ÖM)